# Иоасаф (митрополит Казанский)
Митропролит Иоасаф (ум. 30 января 1686) — епископ Русской православной церкви, митрополит Казанский и Болгарский.

## Биография
В июле 1671 года упоминается архимандритом Суздальского Спасо-Евфимиева монастыря.
6 сентября 1674 года хиротонисан во епископа Казанского с возведением в сан митрополита. Принимал участие в работе Поместного собора, который продолжался до конца 1675 года, поэтому в Казань прибыл только 6 января 1676 года.
Основной заботой митрополита стало восстановление архиерейского дома и кафедрального Благовещенского собора после пожара, случившегося летом 1672 года.
В начале 1682 года выехал в Москву на собранный патриархом Иоакимом Поместный собор. На нем ему был присвоен новый титул – митрополита Казанского и Болгарского. (единственный из всех казанских иерархов с таким титулом).
В Москве задержался почти на полгода. Неожиданно умер царь Фёдор Алексеевич, за этим последовал стрелецкий бунт. 25 июня 1682 года участвовал в коронации царей Ивана и Петра, в 1683 году опять заседал на Поместном соборе. 
Скончался 30 января 1686 года. Погребён в Благовещенском кафедральном соборе.